# Wilmont
Wilmont ist eine Kleinstadt (mit dem Status „City“) im Nobles County im US-amerikanischen Bundesstaat Minnesota. Das U.S. Census Bureau hat bei der Volkszählung 2020 eine Einwohnerzahl von 332 ermittelt.

## Geografie
Wilmont liegt im Südwesten Minnesotas auf der Coteau des Prairies genannten Hochebene, die bis nach Iowa im Süden und South Dakota im Westen reicht. Die geografischen Koordinaten sind 43°45′50″ nördlicher Breite und 95°49′43″ westlicher Länge. Der Ort erstreckt sich über eine Fläche von 3 km². 

## Demografische Daten
Nach der Volkszählung im Jahr 2010 lebten in Wilmont 339 Menschen in 143 Haushalten. Die Bevölkerungsdichte betrug 113 Einwohner pro Quadratkilometer. In den 143 Haushalten lebten statistisch je 2,37 Personen. 
Ethnisch betrachtet setzte sich die Bevölkerung zusammen aus 95,9 Prozent Weißen, 2,1 Prozent Afroamerikanern, 0,3 Prozent (eine Person) amerikanischen Ureinwohnern, 0,6 Prozent (zwei Personen) Asiaten sowie 0,3 Prozent aus anderen ethnischen Gruppen; 0,9 Prozent stammten von zwei oder mehr Ethnien ab. Unabhängig von der ethnischen Zugehörigkeit waren 1,2 Prozent der Bevölkerung spanischer oder lateinamerikanischer Abstammung. 
26,8 Prozent der Bevölkerung waren unter 18 Jahre alt, 59,3 Prozent waren zwischen 18 und 64 und 13,9 Prozent waren 65 Jahre oder älter. 51,0 Prozent der Bevölkerung war weiblich.

Das mittlere jährliche Einkommen eines Haushalts lag bei 45.938 USD. Das Pro-Kopf-Einkommen betrug 23.799 USD. 5,4 Prozent der Einwohner lebten unterhalb der Armutsgrenze.